# Cătunu (Cornești), Dâmbovița
Cătunu este un sat în comuna Cornești din județul Dâmbovița, Muntenia, România.
Satul este situat între râul Ialomița la sud și un pârâu (Chileanca) la nord. Acestea se unesc la est. Practic satul este așezat pe un fel de peninsulă.

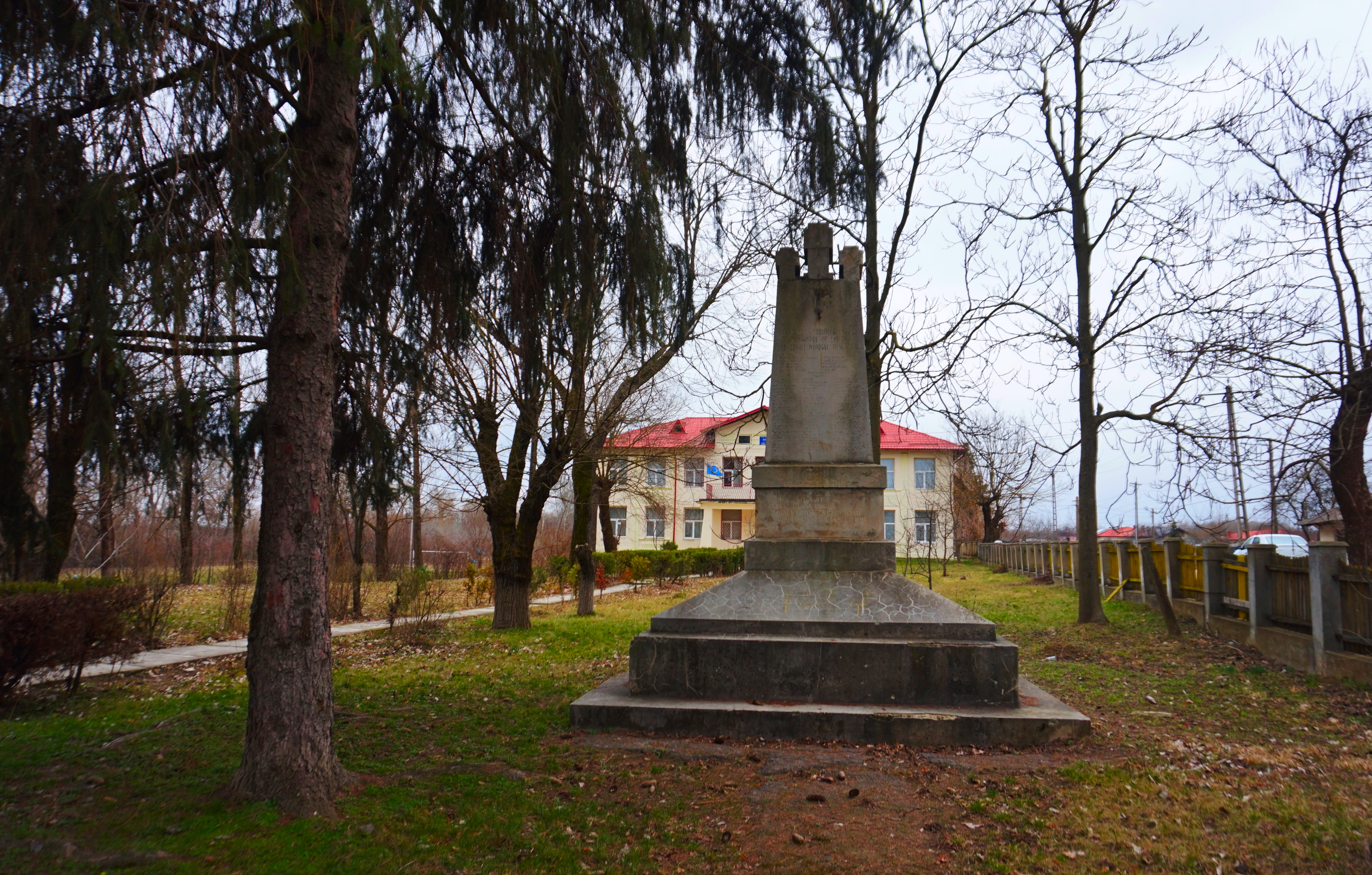
Monumentul Eroilor căzuți în război 1916-1918, sat Cătunu, comuna Cornești, județul Dâmbovița

 Acest articol despre o localitate din județul Dâmbovița este deocamdată un ciot. Puteți ajuta Wikipedia prin completarea lui.